# Sušak
Sušak je naselje v Občini Ilirska Bistrica. Nahaja se na jugu Slovenije tik ob meji s Hrvaško. Samo naselje spada v primorsko-notranjsko regijo.